# Налджи (тропический шторм)
Тропический шторм Налджи (англ. Tropical Storm Nalgae)  известный на Филиппинах как Сильный тропический шторм Паенг (англ. Severe Tropical Storm Paeng) является в настоящее время активным тропическим циклоном, который обрушился на Гонконг и Макао после того как вышел на побережье Филиппин.

## Метеорологическая история
Тысячи людей были заранее эвакуированы, приостановлены занятия в 659 образовательных сооружениях. Поздно вечером шторм зашёл на сушу. 30 октября шторм покинул остров Лусон, а 31 октября полностью покинул территорию Филиппин. Распался 2 ноября.

## Подготовка и последствия

### Подготовка
29 октября Национальный совет по предотвращению рисков и ликвидации стихийных бедствий предупредил что в страну вошёл новый тропический шторм. Вечером шторм вошёл на сушу. Более 347,4 тысяч человек своевременно покинули свои дома.

### Эвакуация населения
По данным Национального центра, 869,2 тысяч перемещённых лиц находятся в 2,9 тысяч эвакуационных центрах.

### Жертвы
По меньшей мере, 103 человека ранены, 36 пропали без вести.

### Повреждение инфраструктуры
Шторм повредил 9,19 тысяч домов и уничтожил 2,1 тысяч. Ущерб оценивается в 15,4 миллионов долларов США. В результате шторма повреждены 480 дорог и 121 мост. В 297 городах были перебои с энергоснабжением, в 41 муниципалитете остаются проблемы со связью, в 12 с водоснабжением.
Ущерб сельскому хозяйству оценивается в 21,99 миллионов долларов США.

### Действия правительства
На оказания помощи правительство уже выделило 1,22 млн долларов США.
По состоянию на 4 ноября 2022 г. 121 человек погиб, 150 ранены, 36 пропали без вести. Ущерб сельскому хозяйству оценивается в 1,278 млрд филиппинских песо (21 906 606,06 долларов США), а ущерб инфраструктуре в настоящее время оценивается в 3,425 млрд филиппинских песо (58 677 274,78 долларов США).
Из-за большого числа погибших президента Филиппин Бонгбонга Маркоса обвинили в том, что он не заставил жителей немедленно эвакуироваться после удара Налджи по стране.